# Ультрас

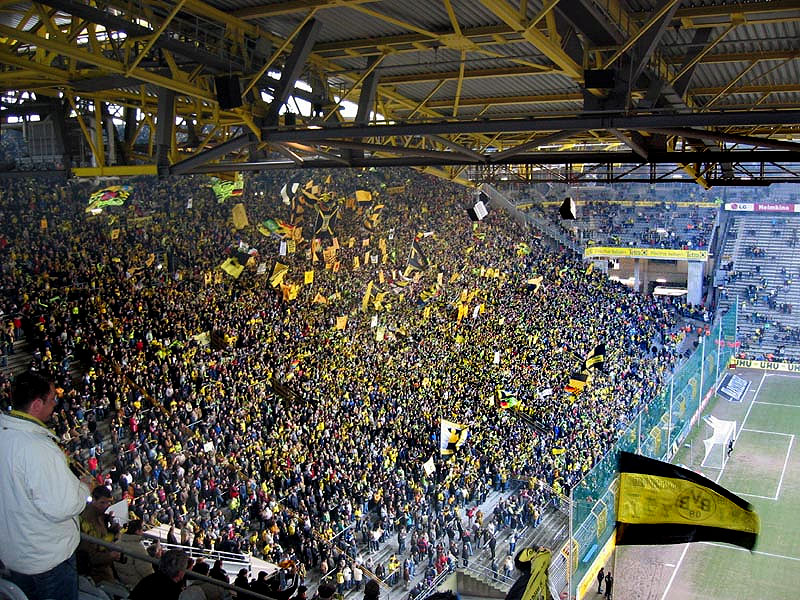
Найбільша трибуна зі стоячими місцями в Європі — Південна трибуна (Südtribüne) «Зіґналь-Ідуна-Парку» в Дортмунді на близько 25 тисяч місць. Отримала в народі назву «Жовта стіна»

У́льтрас (від лат. ultra — більше від чогось; понад, за межами чогось) — тип футбольних фанатів, відомі своєю фанатичною підтримкою футбольного клубу.
Першими «ультрас» у сучасному розумінні цього слова, тобто вболівальниками, які не сиділи, а стоячи підтримували команду під час футбольних поєдинків та використовували різноманітні засоби, зокрема піротехніку під час шоу на трибунах, були у 1950-х роках фани хорватського клубу «Хайдук» (Спліт), який виступав у чемпіонаті тодішньої Югославії. У 1960-х роках ультрас з'явилися в Італії. У 1970-х роках активна підтримка на трибунах під час футбольних матчів почала поширюватися по європейських стадіонах. Фанати брали дещо від «південноамериканського» (співи, клубні прапори та великі банери) та «англійського» способу вболівання (шалики, пісні, поділ на менші вболівальницькі групи та агресивний спосіб уболівання — аж до закликів до насильства та бійок).
У 1970-1980-х рр. виникла така проблема як футбольне хуліганство — явище, яке не має нічого спільного зі справжніми ультрас. Тоді як ультрас намагаються створити гарну підтримку на стадіоні своїми піснями, плакатами і банерами, хулігани сконцентровуються на діях і поза ареною — напади на вболівальників суперника і сутички з поліцією. Безлад неорганізованих англійських фанатів став однією з причин трагедії на стадіоні «Ейзель» у 1985 році, коли загинуло 39 людей, а сотні отримали травми. Англія, Німеччина та багато інших європейських держав, посиливши безпеку на стадіонах і культуру вболівання, пройшли цей етап ще у 1990-х роках, тоді як, наприклад, у Південно-Східній Європі (Сербія, Польща, Росія, також, частково, Італія) проблему ще не вирішено.

### Сучасність

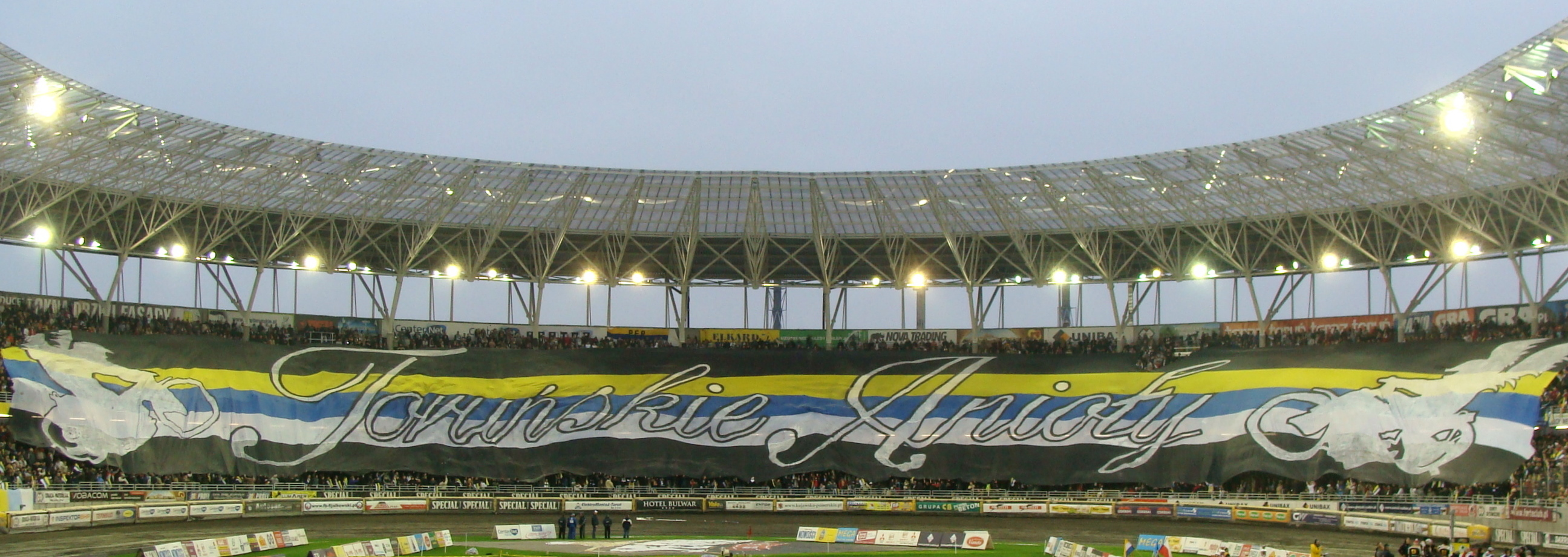
Прапор Toruńskie Anioły (Торунські Ангели) завбільшки 140х20 метрів на домашньому матчі спідвейного клубу «Апатора» (Торунь, Польща, 2009)

На ранніх етапах рух ультрас поширювався здебільшого на Європу та Південну Америку, натомість зараз групи футбольних ультрас існують у більшості європейських країн і в інших частинах світу, де футбол є популярним, наприклад, в Африці (Єгипет, Марокко), Японії, Північній Америці (МЛС) та Австралії.
Винятком у Європі є Велика Британія, де через високі ціни на квитки і суворі правила, що забороняють проносити на стадіон великі банери чи прапори та стояти під час матчу, пересічні вболівальники не мають широких можливостей для масової організованої візуальної підтримки. Загалом, у Британії мало великих ультрас-груп. Серед найвідоміших: Green Brigade («Селтік», Ґлазґо, Шотландія) і Holmesdale Fanatics («Кристал Пелес», Лондон, Англія), але керівництво британських клубів негативно ставиться до активності цих угрупувань, не підтримуючи ініціатив уболівальників робити модульні шоу та підтримувати команду стоячи. Наприклад, 2010 року ультрас-угрупування Red Ultras шотландського «Абердіна» вирішило припинити діяльність через негативні відгуки та постійний тиск на фанатів з боку керівництва клубу та преси. Федерація футбольних уболівальників, що представляє фанів Англії та Уельсу, подала петицію «Підтримай безпечне стояння!» (англ. Support Safe Standing!), щоб дозволити фанам стояти і стрибати під час ігор. У петиції зазначено, що 90%  англійських футбольних уболівальників хочуть самі обирати — сидіти чи стояти під час матчу.
Стиль ультрас проник і в інші види спорту, зокрема в баскетбол (Греція, Ізраїль, Сербія, Туреччина, Хорватія), хокей (Німеччина, Росія, Швеція, Швейцарія), водне поло (Балкани, Німеччина), гандбол, реґбі, футзал і деякі інші види спорту (наприклад, спідвей («жужель») — у Польщі, гельський футбол — в Ірландії), де окремі клуби мають активну та яскраву підтримку трибун.

## Організація та цінності

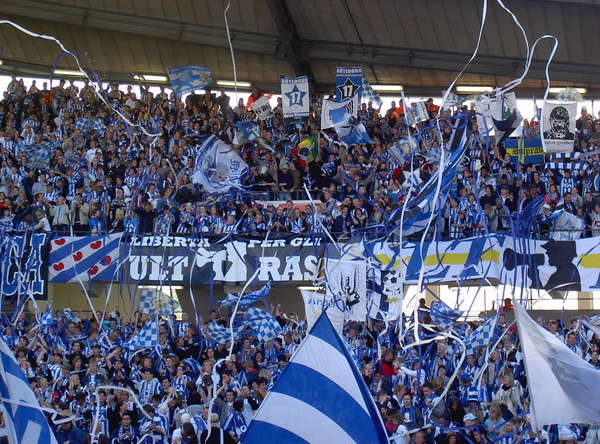
Фани «Ґетеборґа» (Швеція)

Культура ультрас — це суміш декількох стилів підтримки команди, від розтягування шаликів та прапорів з раннього англійського вболівання до колоритної бразильської торсиди і первинного італійського стилю.
Чотири основні пункти менталітету ультрас:
- Не переставати співати та підтримувати команду, яким би не був хід матчу і його результат;
- Не сідати під час матчу;
- Відвідувати всі можливі ігри свого клубу: і домашні, і виїзні;
- Вірність Трибуні (тобто постійному місцю на трибунах, де перебуває група).

Угрупування ультрас об'єднують найактивніших фанатів, які працюють над усім, що пов'язане з підтримкою своєї команди — атрибутика, квитки, організація шоу на трибунах, виїзди на гостьові матчі. У таких угрупуваннях є членські внески та налагоджена торгівля товарами для фанатів, які дозволяють збирати суми, необхідні для шоу, банерів та на інші витрати.
Італійський соціолог Алессандро Даль Лаґо висуває три гіпотези стосовно логіки організованих фанатів:
1. оскільки командний спорт дозволяє ідентифікувати, ототожнити себе з певним символом і командою, футбол дозволяє поділити світ і вболівальників на дві категорії — друзі й вороги;
2. футбольний матч — не просто зустріч двох команд. Для ультрас це можливість ритуального конфлікту між «своїми» та «чужими», яка деколи переростає у фізичний конфлікт і бійки;
3. стадіон — не лише фізичне місцерозташування, а спеціальне місце для виконання ритуалів і святкувань за участю «друзів» і «ворогів».[12]

### Боротьба проти комерціалізації

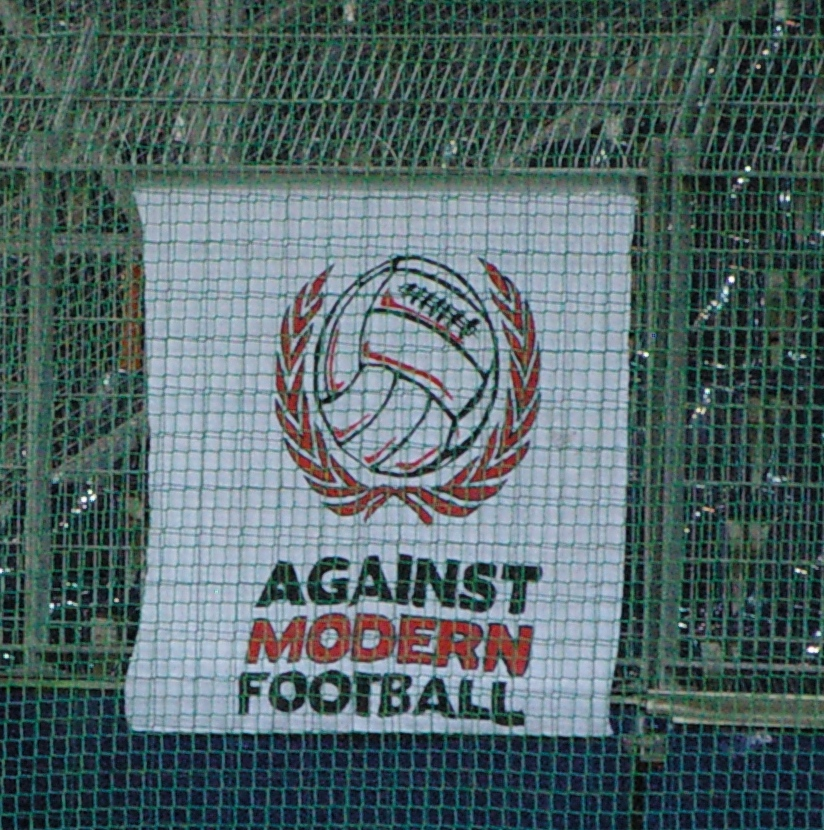
Футбольний банер «Проти сучасного футболу»

Через надмірну комерціалізацію сучасного футболу ультрас виступають із закликом «Проти сучасного футболу» (англ. Against modern football). Словосполучення «сучасний футбол» узагальнює фактори, що перетворюють спорт на звичайний бізнес: зростання цін на квитки, заборона стоячих трибун для фанатів, зниження ролі власних вихованців через купівлю закордонних гравців, переходи футболістів до інших клубів лише заради високої заробітної плати, продаж традиційних історичних назв стадіонів і клубів спонсорам. Завдяки великій популярності футболу попит на нього зростає, тому керівникам багатих європейських клубів вигідно перетворювати стадіон на «театр», куди квитки зможуть собі дозволити купити тільки заможні люди. Через це прибутки, витрати та амбіції багатих клубів щоразу зростають, а звичайні фани та ультрас стикаються з проблемами, що описані вище як «сучасний футбол».
Наприклад, найненависнішими клубами в Німеччині вважають «РБ Лейпциг» через те, що клуб продав назву та кольори компанії Red Bull, і «Баварія» (Мюнхен) через те, що клуб найбагатший, найуспішніший і найгрошовитіший.
Фанати створили власні футбольні клуби «Аустрія» Зальцбург і «Юнайтед оф Манчестер» (обидва засновані 2005 року) через незгоду з продажем клубів, а 2014 року угрупування «Bad Blue Boys» футбольного «Динамо» Загреб через репресії та конфлікт із президентом цього клубу вирішило створити власний клуб. BBB провели переговори й перейняли контроль над футзальним клубом «Динамо» і почало відвідувати лише матчі з футзалу й там продовжувати і популяризовувати свої фанатські традиції. В Україні вболівальники стоять біля витоків проєктів «Металіст 1925» і «Дніпро-1918», які створені після припинення фінансування відповідних клубів С. Курченка та І. Коломойського.

### Вплив на клуб
Деякі європейські організації ультрас мають вплив на керівництво своїх футбольних клубів. В Італії, наприклад, практично всі великі клуби радяться з лідерами своїх ультрас в усіх питаннях, що можуть викликати резонанс на трибунах.
Фанати «Леґії» (Варшава) від 2006 року розпочали бойкот домашніх матчів клубу через нерозумну політику власника (корпорації ITI) тиск із боку керівництва та масові заборони для фанатів відвідувати стадіон. Завдяки солідарності з боку фанатів інших клубів, «леґіоністи» могли купувати квитки на виїзні матчі клубу й займати місця на трибунах інших стадіонів. Фани всієї Польщі співали «ITI spierdalaj» (Геть ITI). 2010 року клуб погодився зняти для фанів заборону відвідувати матчі, повернувся до традиційної історичної емблему клубу, а фанатам дозволено самим вирішувати справи у фанатських секторах домашнього стадіону й самим керувати цими секторами.
На початку 2017 року фанати іспанського «Райо Вальєкано», відомі своїми лівими політичними поглядами, напали на офіс свого клубу з вимогою не брати до команди Романа Зозулю, якого вони вважають неонацистом. Клуб змушений був відмовитися від послуг гравця, хоча вже підписав із ним контракт.

## Рух ультрас в Україні

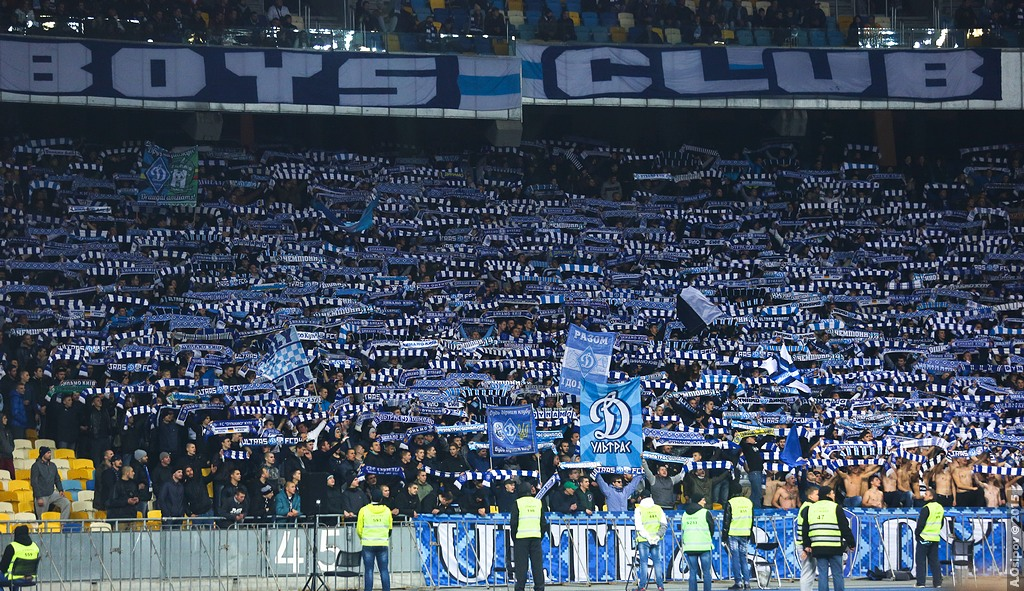
Динамо (Київ)

Перші угрупування найактивніших уболівальників виникли в Україні у 1980-х роках, але розвивалися під впливом футбольного хуліганізму, який був модним у Європі в 1980-х роках. Так, першими найвідомішими сутичками того періоду були, наприклад, з'ясовування стосунків між фанами «Динамо» (Київ) і «Спартака» (Москва), що було чимось новим для радянського суспільства.

Першими ультрас на радянських теренах були люди, які бажали підтримувати рідну команду не лише на власних трибунах, а й вирушати на виїзди до кожного міста, де клуб проводив чергову гру. Переважно — студенти і юнаки 20-25-річного віку. Поступово в кожному місті, де була пристойна футбольна команда високого рівня, певні трибуни (здебільшого найдешевші — ті, що за воротами) стали пристановиськом для найактивніших фанів. У 1980-х рр. вони намагалися підібрати одяг і атрибутику під кольори команди з власного гардеробу (адже атрибутику тоді не продавали), а з приходом ринкових відносин почали масово вдягатися у клубні барви і переймати стиль уболівання від закордонних ультрас (модульні шоу, банери, піротехнічні засоби тощо).

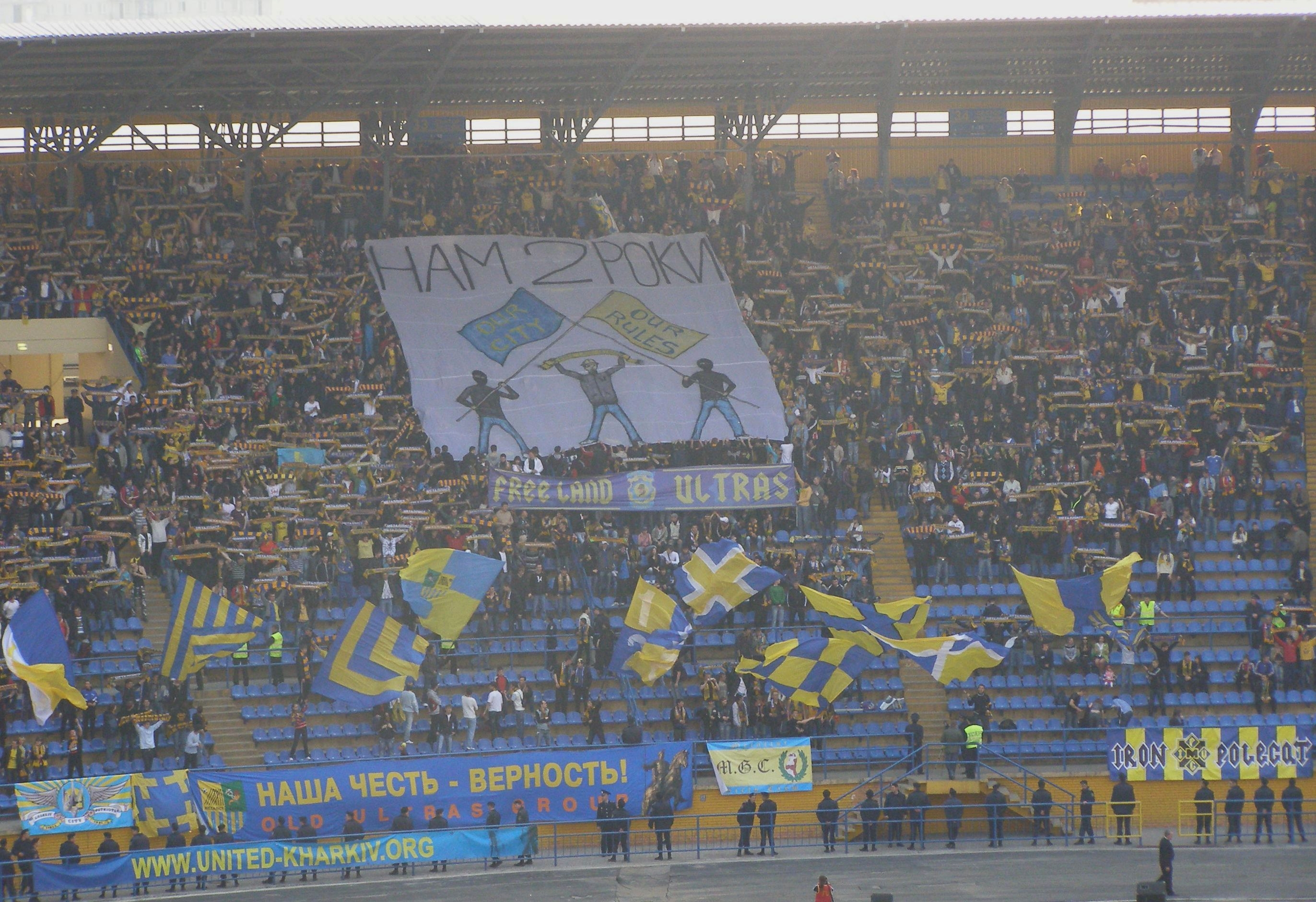
Металіст (Харків)

Із середини 2000-х років футбольний хуліганізм в Україні пішов на спад, натомість, розвивається рух ультрас. Більшість українських футбольних фанатів мають праві та націоналістичні погляди, винятком є «Арсенал» (Київ), чиї ультрас мають ліві погляди.
Чисельність руху ультрас в Україні зростає — на домашніх іграх найпопулярніших клубів у фан-секторах уболівають кілька тисяч людей. На виїзні матчі часто їдуть сотні найвідданіших уболівальників. Найчисельнішу виїзну підтримку регулярно мають «Динамо» (Київ), «Дніпро» (Дніпро), «Карпати» (Львів), «Металіст» (Харків) і «Шахтар» (Донецьк). Фани «Динамо», «Дніпра» та «Карпат» підтримують дуже дружні стосунки, утворюючи так звану «коаліцію» («тріаду»).
Після приходу до влади Віктора Януковича почалися утиски ультрас-угрупувань України, які особливо посилилися після гри «Динамо» (Київ) — «Карпати» (Львів) 7 серпня 2011 року, коли фанати цих клубів спільно вигукували гасло «Спасибо жителям Донбасса …». На цій же грі працівник «Динамо» з українофобськими поглядами намагався зняти з сектора львів'ян прапор зі зображенням Романа Шухевича, внаслідок чого був побитий фанатами. Згодом працівника звільнено з клубу. У бійці звинуватили ультрас, а один із лідерів ультрас «Динамо» Андрій Кореновський перебуває під слідством, його звинуватили у хуліганстві. Справу фана розглядає суддя Родіон Кірєєв, відомий тим, що вів справу щодо політика Юлії Тимошенко.

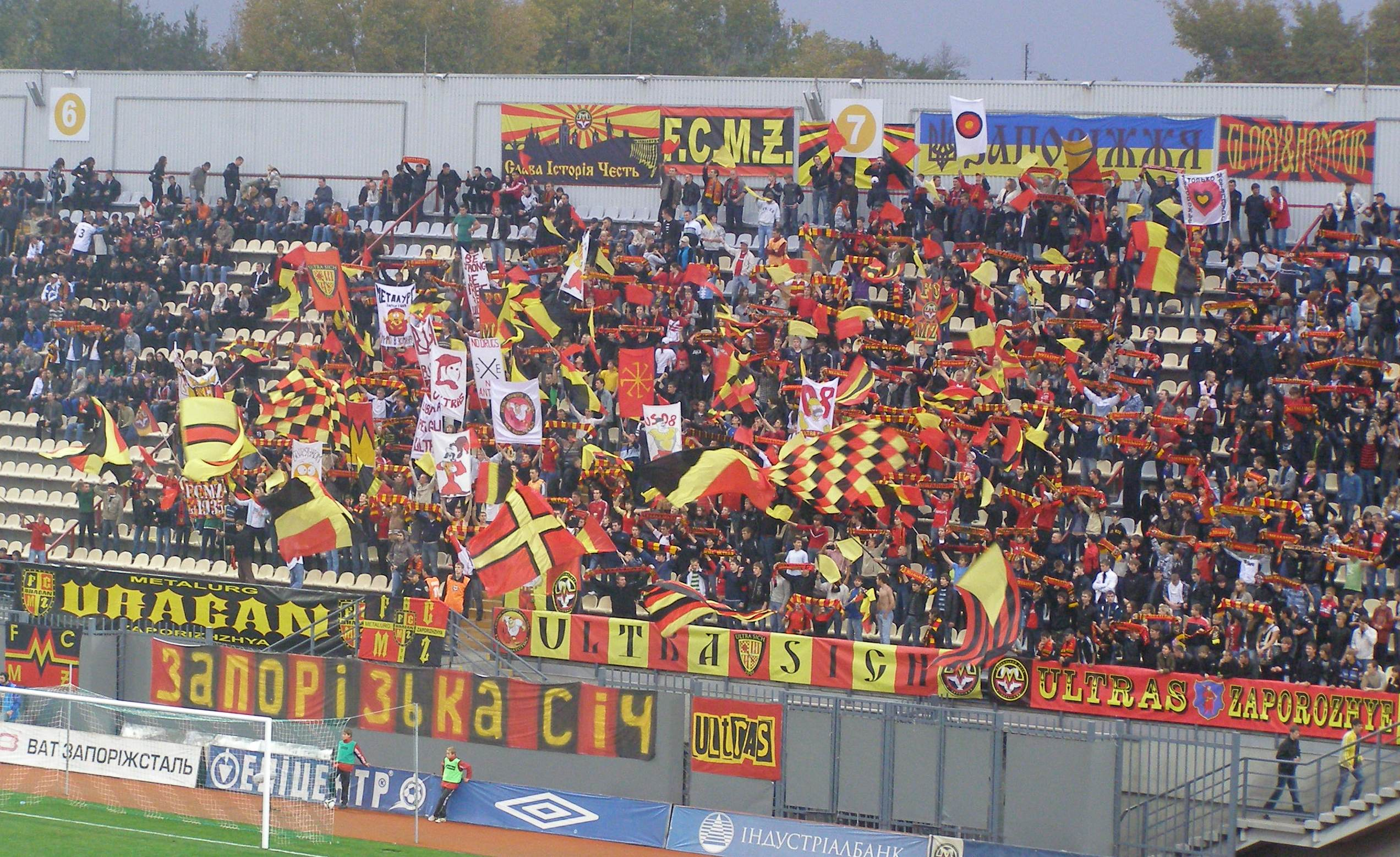
Металург (Запоріжжя)

У листопаді 2011 року акцію протесту у вигляді відмови від підтримки команди оголосили ультрас «Шахтаря» (Донецьк) через тиск на них з боку МВС України. Фанів звинувачують у вигукуванні «заборонених» гасел: «Слава Україні! — Героям слава!». Того ж року подібні репресії та тиск на футбольних фанів зафіксовано в Сімферополі та Запоріжжі.
Депутат від Партії регіонів Вадим Колесніченко запропонував на розгляд ВРУ законопроєкт 9662 від 29.12.2011 «Про внесення змін до деяких законодавчих актів (щодо забезпечення громадського порядку та безпеки до, під час та після проведення футбольних матчів)», що викликало різко негативну реакцію всіх ультрас України. У березні Верховна Рада України підтримала законопроєкт. У документі розширено повноваження МВС України на футбольних матчах, заборонено демонстрацію «плакатів, банерів, прапорів, штандартів, у тому числі політичного характеру, та інших носіїв, що зачіпають честь і гідність офіційних осіб», тобто введено цензуру, щоб унеможливити будь-яку критику на адресу влади та чиновників. Заборонено «переміщення між секторами спортивної споруди, що загрожують громадському порядку», що робить неможливим великі перформенси, адже під час розтягування полотна деякі фани повинні пересуватися між секторами, щоб контролювати процес. Документ регламентує створення Національної футбольної інформаційної бази даних (НФІБД), що входитиме до складу МВС України й куди вноситимуть усіх, хто порушив «громадський порядок та громадську безпеку», а цим особам буде заборонено відвідувати міста та стадіони, де відбуваються футбольні матчі. Свій протест проти документа висловили фан-рухи та вболівальники багатьох клубів України: Динамо (Київ), Дніпро (м.Дніпро), Карпати (Львів), Кривбас (Кривий Ріг), Металіст (Харків), Металург (Запоріжжя), Шахтар (Донецьк).
Ультрас різних міст України з березня 2011 року активно виступають проти арешту 17-річного ультрас Сергія Павліченка, звинуваченого в участі у вбивстві судді Зубкова (за описом свідків, убивцям було біля тридцяти років). Після винесення 2 жовтня 2012 року звинувачувального вироку ультрас Динамо Київ опублікували «звернення до уболівальників та народу України».

### Ультрас і Євромайдан
Про свою підтримку Євромайдану на 24 січня 2014 року оголосили також вболівальники «Дніпра», «Зорі», «Металіста», «Чорноморця» та «Шахтаря». Організація «Зоря Ультрас», зокрема, провела збір на стадіоні «Авангард» й постановила, що боротиметься проти «тітушок», про що розмістили заяву на своїй сторінці «Вконтакте»:
|  | Повторюю інформацію, яка вже була сказана сьогодні на зборах. Хто з руху поведеться на гроші і поїде в Київ "заробляти", можуть не повертатися! Так само, якщо буде якась інформація про людей, котрі пропонують даний вид заробітку, прохання писати адмінам! Реакція буде миттєва! Пам'ятайте про свою честь!Оригінальний текст (рос.) Повторю информацию которая уже была сказана сегодня на сборе. Кто из движа поведется на деньги и поедет в Киев "зарабатывать", могут не возвращаться!!! Так же если будет какая то информация о людях предлогающих данный вид заработка просьба писать админам!!! Реакция будет не замедлителтная!!! Помните про свою честь!!!! |

Загалом, футбольні фанати Києва, Дніпропетровська, Харкова, Одеси, Донецька, Луганська, Полтави, Сімферополя і Севастополя підтримали Євромайдан та проголосили, що будуть захищати його учасників від тітушок.
22 лютого 2014 року всі фанатські рухи України оголосили безстрокове перемир'я для спільної боротьби проти беззаконня, брехні та пропаганди.
Ультрас стали активними учасниками боротьби проти сепаратизму 2014 року, зокрема брали участь у сутичках з проросійськими активістами 27 квітня у Харкові та 2 травня в Одесі.

## Суперництво та політичні погляди
На світі є чимало прикладів особливо принципового протистояння між уболівальниками різних футбольних команд. Найгостріше таке питання постає у межах однієї країни, регіону й, особливо, між двома клубами з одного міста. Весь футбольний світ знає про напруження під час ігор між «Міланом» і «Інтером» (міланське дербі), «Ромою» та «Лаціо», «Бока Хуніорс» і «Рівер Плейтом». Дербі «Лаціо» — «Рома» або «Гамбурґ» — «Санкт-Паулі» мають також ідеологічний підтекст через відмінності у світобаченні фанатів команд.
Кожна команда має свої традиції, які часто залежать як від історії всієї держави, так і від конкретного регіону, де знаходиться клуб. Під такими впливами формується і свідомість більшості населення, незалежно від причетності чи непричетності до футболу.
Серед ультрас різних держав є угрупування лівого та правого ухилу. Серед найвідоміших прихильників правих поглядів — фани римського «Лаціо» (одним з ідолів вважають Беніто Муссоліні), «Реала Мадрид», «Гамбурґа» і голландського «Феєноорда».
Націоналістичними можна вважати настрої ультрас каталонської «Барселони», які завжди виступали за автономію та незалежність Каталонії від Іспанії, московського «Спартака», львівських «Карпат» (використовують прапор УПА чи зображення Степана Бандери) і київського «Динамо» (зображення Святослава Хороброго).
Лівий ухил демонструють під час оформлення трибун тифозі італійських «Ліворно» (плакати зі Сталіним і написи російською, портрети Че Ґевари) і «Модени», німецького «Санкт-Паулі», «Арсенала» (Київ). Серед фанатів «Марселя», наприклад, багато бідних арабських і африканських імміґрантів, які яскраво проявили себе під час безпорядків у Франції навесні 2005 року.

## Список відомих угрупувань футбольних ультрас
Див. Список відомих угрупувань футбольних ультрас

### Україна
- Ultras.org.ua — найбільший український ультрас-портал
- White Boys Club — Динамо (Київ)
- Ultras83 — Дніпро (Дніпропетровськ)
- Banderstadt Ultras — Карпати (Львів)
- Ultras Kharkiv — Металіст (Харків)
- Za Boys Ultra — Шахтар (Донецьк)